# سامي ويليام
سامي ويليام (بالإنجليزية: Sammy Hale)‏ هو لاعب كرة قاعدة أمريكي، ولد في 10 سبتمبر 1896 في غلن رز في الولايات المتحدة، وتوفي في 6 سبتمبر 1974 في ويلر في الولايات المتحدة.

## وصلات خارجية
- سامي ويليام على موقعبيزبول رفرنس.كوم (الدوري الرئيسي) (الإنجليزية)
- سامي ويليام على موقعبيزبول رفرنس.كوم (الدوري الثانوي) (الإنجليزية)